# Perxylobates berndhauseri
Perxylobates berndhauseri är en kvalsterart som först beskrevs av Sandór Mahunka 1993.  Perxylobates berndhauseri ingår i släktet Perxylobates och familjen Protoribatidae. Inga underarter finns listade i Catalogue of Life.